# R30: 30th Anniversary World Tour
Albums de Rush
Feedback
(2004) Snakes & Arrows
(2007)
Ce double CD live de Rush est uniquement disponible dans la version coffret de luxe du DVD R30: 30th Anniversary World Tour (DVD). Il présente la version audio du concert enregistré le 24 septembre 2004 au Festhalle de Francfort, lors de partie européenne de la tournée organisée pour fêter le trentième anniversaire de la fondation du groupe.
Le premier titre R30 Overture est un pot-pourri instrumental de six chansons de Rush, une pour chacun des six premiers albums studio : Finding My Way, Anthem, Bastille Day, A Passage To Bangkok, Cygnus X-1 et Hemispheres.

## Track listing

### DVD disc 1
1. R30 Overture - (Finding My Way/Anthem/Bastille Day/A Passage To Bangkok/Cygnus X-1 Book I: The Voyage, Book II: Hemispheres)
2. The Spirit of Radio
3. Force Ten
4. Animate
5. Subdivisions
6. Earthshine
7. Red Barchetta
8. Roll the Bones
9. The Seeker
10. Tom Sawyer
11. Dreamline
12. Between the Wheels
13. Mystic Rhythms
14. Der Trommler (Neil Peart's drum solo)
15. Resist (the acoustic arrangement first heard on Rush in Rio)
16. Heart Full of Soul
17. 2112 (Overture/Temples of Syrinx/Grand Finale)
18. Xanadu (abbreviated version)
19. Working Man
20. Summertime Blues
21. Crossroads
22. Limelight

Running Time: 2 hours 10 minutes

### DVD disc 2
1. 1979: Interview with Geddy Lee at Ivor Wynne Stadium – Tour of the Hemispheres (10:00)
2. 1980: Interview at Le Studio recording studio in Quebec featuring all three members together, on the making of the Permanent Waves album (13:00)
3. 1990: Juno Awards Artist of the Decade interviews (1980s) featuring all three members separately (15:34)
4. 1994: CBC Television: Juno Awards news report - Induction of Rush into the Canadian Music Hall of Fame, presented by Tom Cochrane (17:33)
5. 2002: Interview with Geddy Lee and Alex Lifeson for the release of the album Vapor Trails (12:51)
6. Fly by Night - Church Session Video (1975)
7. Finding My Way - from the band's appearance on Don Kirshner's Rock Concert (1975)
8. In the Mood - Same performance as above
9. Circumstances
10. La Villa Strangiato
11. A Farewell to Kings - Seneca College Theatre (1977)
12. Xanadu - Seneca College Theatre (1977)
13. The Spirit of Radio - sound check at Ivor Wynne Stadium (1979)
14. Freewill - Toronto Rocks festival performance (2003)
15. Closer to the Heart - Canadian Tsunami Disaster Fund charity telethon performance on CBC Television, with Ed Robertson of the Barenaked Ladies and Mike Smith in character as Bubbles of the Trailer Park Boys (2005)
16. 1988: Rush hits St. John's (Easter egg) - Interviews with Geddy Lee and fans prior to a Rush concert in St. John's
17. 1990: Alex's Interview for Artist of the Decade (1980s) (Easter egg) - Outtakes from Alex Lifeson's Artist of the Decade interview

Running Time: 2 hours 8 minutes

### CD disc 1
1. R30 Overture – (Finding My Way, Anthem, Bastille Day, A Passage To Bangkok, Cygnus X-1, Hemispheres) – 6:42
2. The Spirit of Radio – 5:05
3. Force Ten – 4:49
4. Animate – 5:49
5. Subdivisions – 6:09
6. Earthshine – 5:41
7. Red Barchetta – 6:49
8. Roll the Bones – 6:22
9. The Seeker – 3:27
10. Tom Sawyer – 5:00
11. Dreamline – 5:20

Running Time: 61:19

### CD disc 2
1. Between the Wheels – 6:17
2. Mystic Rhythms – 5:22
3. Der Trommler – 9:01
4. Resist – 4:33
5. Heart Full of Soul – 2:44
6. 2112 (Overture/Temples of Syrinx/Grand Finale) – 8:24
7. Xanadu (abbreviated version) – 6:44
8. Working Man – 6:14
9. Summertime Blues – 3:41
10. Crossroads – 3:13
11. Limelight – 4:57

Running Time: 61:13

### Blu-Ray disc
1. R30 Overture – (Finding My Way, Anthem, Bastille Day, A Passage To Bangkok, Cygnus X-1, Hemispheres)
2. The Spirit of Radio
3. Force Ten
4. Animate
5. Subdivisions
6. Earthshine
7. Red Barchetta
8. Roll the Bones
9. Bravado (previously unreleased)
10. YYZ (previously unreleased)
11. The Trees (previously unreleased)
12. The Seeker
13. One Little Victory (previously unreleased)
14. Tom Sawyer
15. Dreamline
16. Secret Touch (previously unreleased)
17. Between the Wheels
18. Mystic Rhythms
19. Red Sector A (previously unreleased)
20. Der Trommler
21. Resist
22. Heart Full of Soul
23. 2112 (Overture/Temples of Syrinx/Grand Finale)
24. La Villa Strangiato (previously unreleased)
25. By-Tor and the Snow Dog (previously unreleased)
26. Xanadu (abbreviated version)
27. Working Man
28. Summertime Blues
29. Crossroads
30. Limelight

Full concert running time: 182 minutes 
 plus the extra features of the second DVD (127 minutes)

## Membres du groupe
- Geddy Lee - Basse, guitare rythmique, claviers, chant
- Alex Lifeson - Guitares électriques et acoustiques, Pédales Taurus Moog
- Neil Peart - Batterie, percussions